# Luisa de Coligny
Luisa de Coligny (23. září 1555, Châtillon-sur-Loing – 13. listopadu 1620, Fontainebleau) byla dcera Gasparda de Coligny a čtvrtá manželka Viléma I. Oranžského.

## Biografie

### Dětství a mládí
Luisa se narodila jako nejstarší dítě protestantského admirála Francie Gasparda de Coligny a jeho manželky Charlotty de Laval (1530–1568). Byla vychována v duchu humanismu a jako dcera francouzského hugenota i přísného protestantismu. Po předčasné smrti matky byla v péči navarrské královny Jany III. Navarrské; zde se spřátelila s královniným synem, pozdějším francouzským králem Jindřichem IV.

### Hraběnka de Téligny
V 17 letech, v roce 1571, se na doporučení svého otce provdala za Charlese de Teligny (1535–1572), oblíbence francouzského krále Karla IX. Manžel, stejně jako její otec, byl zavražděn v průběhu Bartolomějské noci 24. srpna roku 1572, když nechtěl konvertovat ke katolicismu. Luisa musela se svou tchyní Jacqueline d’Entremonts uprchnout nejdříve do Savojska a posléze do Švýcarska, kde žily v Basileji a Bernu.
Po ediktu z Beaulieu se mohla v roce 1576 vrátit do Francie a žila na statcích svého mrtvého manžela v Lierville. U dvora se objevila pouze jedenkrát, aby požádala o navrácení titulu a majetku svého otce.

### Oranžsko-nassavská kněžna
21. dubna roku 1583 se v Antverpách provdala znovu za knížete Viléma I. Oranžského; byla jeho čtvrtou ženou. Z jejich manželství se v roce 1584 narodil jediný syn, Frederik Hendrik Oranžský, čtvrtý legitimní syn Vilémův a budoucí oranžský kníže.
Po zavraždění jejího manžela Baltasarem Gérardem, k němuž došlo v tomtéž roce a jemuž musela přihlížet, se Luisa ujala péče o děti z jeho třetího manželství s Šarlotou Bourbonskou a starala se o jejich výchovu v protestantském duchu. Aby upevnila kontakty s francouzskými hugenoty, odjela v roce 1594 se svými nevlastními dcerami Alžbětou a Šarlotou Brabantinou do Paříže. Zvláště pak se starala o Šarlotinu dceru, Šarlotu de la Trémoille.
Luisa díky svým vynikajícím vztahům s protestantskými rodinami a pevnému přátelství s Jindřichem IV. hrála významnou roli v politickém životě Francie i Nizozemí. Byla hugenotka stejně jako její otec a ze všech sil podporovala protestantismus až do své smrti v roce 1620.
Luisa žila téměř až do své smrti v Delftu. V roce 1619 odešla na dvůr Marie Medicejské, kde posléze v roce 1620 zemřela. Pochována byla v
Nieuwe Kerk v Delftu, v místě posledního odpočinku nizozemských vládců.